# Cyrtodactylus mansarulus
Cyrtodactylus mansarulus là một loài thằn lằn trong họ Gekkonidae. Loài này được Duda & Sahi mô tả khoa học đầu tiên năm 1978.